# Discodermia dissoluta
Discodermia dissoluta är en svampdjursart som beskrevs av Schmidt 1880. Discodermia dissoluta ingår i släktet Discodermia och familjen Theonellidae.
Artens utbredningsområde är havet kring Barbados. Inga underarter finns listade i Catalogue of Life.